# Issia Wazi
El Issia Wazi es un equipo de fútbol de Costa de Marfil que milita en la Segunda División de Costa de Marfil, la segunda liga de fútbol más importante del país.

## Historia
Fue fundado en el año 1989 en la ciudad de Issia y nunca ha sido campeón de liga en Costa de Marfil, pero si ha ganado el torneo de copa en 1 ocasión y en otra fue finalista.
A nivel internacional ha participado en 3 torneos continentales, donde su mejor participación fuenen la Copa Confederación de la CAF del año 2007 al llegar hasta la Segunda ronda, donde fue eliminado por el CS Sfaxien de Túnez.

## Palmarés
- Copa de Costa de Marfil: 1

2006
- - Finalista: 1

2007

## Participación en competiciones de la CAF
| Temporada | Torneo                       | Ronda      | Club           | Casa | Visita | Global |
| --------- | ---------------------------- | ---------- | -------------- | ---- | ------ | ------ |
| 2007      | Copa Confederación de la CAF | 1          | OC Bukavu Dawa | 5-0  | 2-0    | 7-0    |
| 2007      | Copa Confederación de la CAF | 2          | CS Sfaxien     | 1-0  | 0-2    | 1-2    |
| 2008      | Copa Confederación de la CAF | 1          | US Masséda     | 2-0  | 1-4    | 3-4    |
| 2010      | Copa Confederación de la CAF | Preliminar | ASFAN Niamey   | 2-1  | 0-2    | 2-3    |

## Entrenadores destacados
- Mamadou Zaré (2000)

## Jugadores

### Jugadores destacados
| - Pascal Angan - Sylvain Kaboré - Abdoulaye Boli - Mohamed Diallo - Victorien Djedje - Alhassane Dosso - Jean Orlin Goré - Lago Júnior | - Guyan Kante - Koffi Marcelin - Fousseni Sanguisso - Timité Sekou - Emmanuel Umoh - Bonno Wilfried - Maixent Koré Zagre - Aristide Benoit Zogbo - Wilfried Bony |